# عزام الأحمد
عزام الأحمد  (1947-) هو قيادي فلسطيني في حركة فتح وعضو المجلس الثوري للحركة منذ عام 1989 ورئيس كتلتها البرلمانيه، شغل عدة مناصب وزارية، شارك باجتماعات المصالحة الفلسطينية. وشارك بالوفد الممثل لفلسطين المفاوض على شروط التهدئة مع إسرائيل في مصر بالحرب على غزة 2014. أُنتخب أمين سر اللجنة التنفيذية لمنظمة التحرير الفلسطينية، خلفاً لحسين الشيخ.

## سيرته
ولد عزام نجيب مصطفى الأحمد في قرية رمانة قضاء جنين. حاصل على درجة البكالوريوس في الإقتصاد من جامعة بغداد. شارك خلال دراسته في العديد من الأنشطة الطلابية والسياسية.

## مناصبه السياسية
- رئيس وفد حركة فتح بمحادثات المصالحة الفلسطينية (مصر،الجزائر،قطر).

- أمين سر اللجنة التنفيذية خلفاً لحسين الشيخ عام 2025.[4]
- عضو في اللجنة التنفيذية لمنظمة التحرير عام 2018.
- رئيس وفد المجلس التشريعي للبرلمان الأوروبي.[5]
- عضو في اللجنة المركزية لحركة فتح في المؤتمر السادس عام 2009 وأعيد انتخابه في المؤتمر السابع عام 2016.[6]
- عضو المجلس التشريعي الفلسطيني عن دائرة جنين منذ 1996  وأعيد انتخابه عام 2006.
- معتمد حركة فتح في العراق بين عامي 1975 – 1994.
- رئيس الاتحاد العام للطلبة العرب، وعضو الاتحاد ممثلا عن فلسطين بين عامي 1976 – 1980.
- عضو المجلس الثوري لحركة فتح منذ عام 1989حتى عام 2010.
- سفير فلسطين ممثلا عن منظمة التحرير الفلسطينية في العراق بين عامي 1979 – 1994.
- عضو في المجلس الوطني منذ عام 1974.
- نائب رئيس اللجنة التنفيذية للاتحاد العام لطلبة فلسطين خلال الفترة (1974-1980).
- رئيس الاتحاد العام لطلبة فلسطين، فرع العراق خلال الفترة (1971-1974).

## مناصبه الحكومية
- وزير الأشغال العامة والإسكان (1996-2002).
- وزير الاتصالات وتكنولوجيا المعلومات (2003-2005).
- نائب رئيس الوزراء الفلسطيني في حكومة الوحدة الوطنية (مارس - يونيو 2007).

## رؤيته للمفاوضات مع إسرائيل
يعتبر عزام الأحمد المفاوضات مع إسرائيل هي أحد أشكال النضال، وهي أهم من النضال العسكري، وأن الأخير هدفه تقوية المفاوضات، وقال في يناير 2014، خلال لقاء مع شخصيات سياسية وإعلامية في عمّان: (نعم "الحياة مفاوضات.. والمفاوضات جزء من المقاومة). ويعتبر ان المرحلة الحالية ليست مرحلة كفاح مسلح فقد قال: (المرحلة الحالية ليست مرحلة كفاح مسلح، لأنه ليس لدينا القدرة على ذلك).

## رفضة لاقامة ميناء بغزة
في نهاية شهر فبراير 2016 تعهد بإحباط أي محاولة لإنشاء ميناء بحري لغزة يربط بين قطاع غزة وجزيرة قبرص التركية. وقال الأحمد خلال لقاء على قناة فلسطين الفضائية، إن ما يجري الحديث عنه «ليس ميناء وإنما عوامة مع قبرص التركية التي لا يعترف بها أحد، ونحن أيضا لا نعترف بها». وأضاف «نحن نعترف بقبرص الموحدة الصديقة الوفية التي وقفت مع الثورة الفلسطينية في أحلك الظروف، ولن نتنازل عن وحدة قبرص مثلنا مثل القبارصة». وأشار إلى أن الهدف من إقامة الميناء أو هذه المحاولات هو «مس العلاقة الفلسطينية القبرصية بشكل جوهري». وختم قائلاً: «مهما جرت من محاولات، سنكون قادرين على إحباط أي محاولة لإقامة ميناء أو كهرباء أو مفاوضات تتناقض مع المصالح الوطنية الفلسطينية العليا». أدى ذلك لموجة اعلامية على المواقع الاخبارة والتواصل الاجتماعي الرافضة لموقفه.